# Arabis

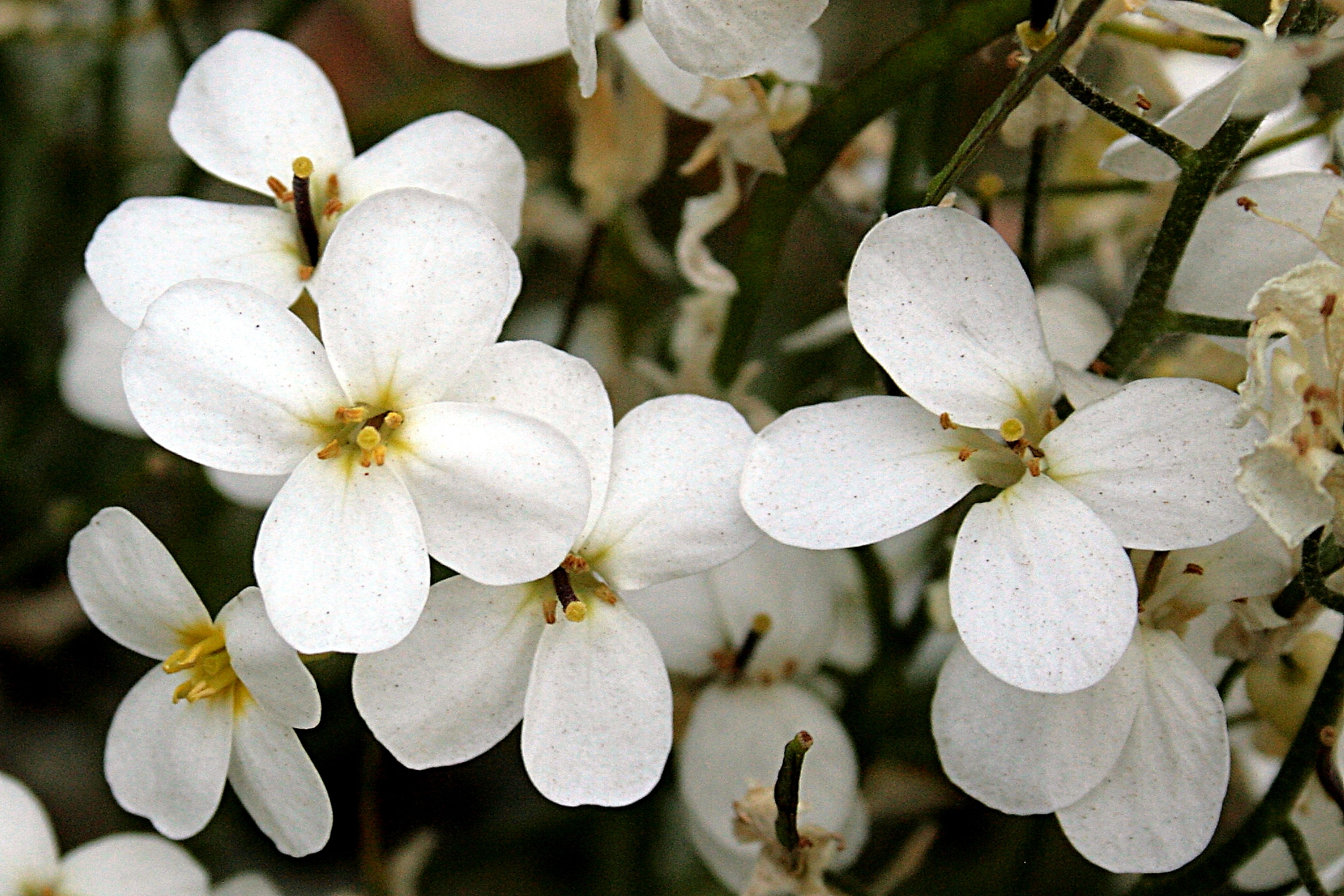
Arabis alpina

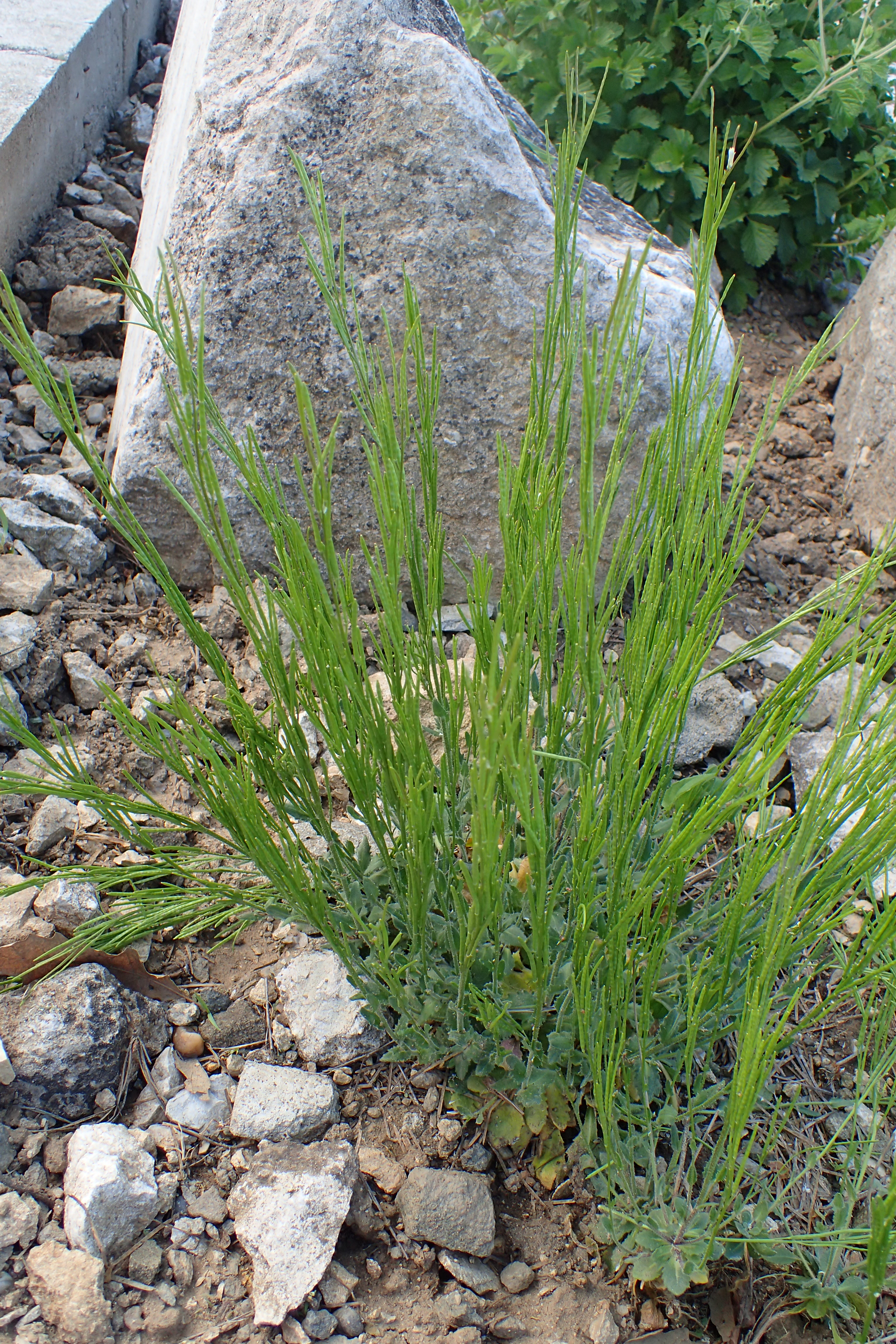
Arabis pumila

Arabis L., 1753 è un genere di piante angiosperme appartenenti alla famiglia delle Brassicaceae.
Si tratta di piante erbacee da fiore, annuali o perenni, di 10–80 cm di altezza, con fiori piccoli e bianchi a quattro petali. Il frutto è una siliqua lunga e sottile, contenente 10-20 o più semi.

## Tassonomia
In questo genere sono riconosciute le seguenti specie:
- Arabis abietina Bornm.
- Arabis aculeolata Greene
- Arabis adpressipilis (M.Hopkins) Al-Shehbaz
- Arabis alanyensis H.Duman
- Arabis allionii DC.
- Arabis alpina L.
- Arabis amplexicaulis Edgew.
- Arabis androsacea Fenzl
- Arabis aubrietioides Boiss.
- Arabis aucheri Boiss.
- Arabis axilliflora (Jafri) H.Hara
- Arabis beirana P.Silveira, J.Paiva & N.Marcos
- Arabis bijuga Watt
- Arabis blepharophylla Hook. & Arn.
- Arabis brachycarpa Rupr.
- Arabis bryoides Boiss.
- Arabis caerulea All.
- Arabis carduchorum Boiss.
- Arabis caucasica Willd.
- Arabis ciliata Clairv.
- Arabis collina Ten.
- Arabis conringioides Ball
- Arabis cretica Boiss. & Heldr.
- Arabis crucisetosa Constance & Rollins
- Arabis cypria Holmboe
- Arabis davisii H.Duman & A.Duran
- Arabis deflexa Boiss.
- Arabis doberanica Parsa
- Arabis doumetii Coss.
- Arabis drabiformis Boiss.
- Arabis elgonensis Al-Shehbaz
- Arabis engleriana Muschl.
- Arabis erecta Y.Y.Kim & C.G.Jang
- Arabis erikii Mutlu
- Arabis erubescens Ball
- Arabis eschscholtziana Andrz. ex Ledeb.
- Arabis farinacea Rupr.
- Arabis flagellosa Miq.
- Arabis flaviflora Bunge
- Arabis foliosa Royle ex Hook.f. & Thomson
- Arabis furcata S.Watson
- Arabis gegamica Mtshkvet.
- Arabis georgiana R.M.Harper
- Arabis hirsuta (L.) Scop.
- Arabis huetii Trautv.
- Arabis ionocalyx Boiss. & Heldr.
- Arabis josiae Jahand. & Maire
- Arabis juressi Rothm.
- Arabis kashmiriaca Naqshi
- Arabis kaynakiae Daskin
- Arabis kazbegi Mtshkvet.
- Arabis kennedyae Meilke
- Arabis korolkowii Regel & Schmalh.
- Arabis lycia Parolly & P.Hein
- Arabis margaritae Talavera
- Arabis mcdonaldiana Eastw.
- Arabis modesta Rollins
- Arabis mollis Steven
- Arabis nepetifolia Boiss.
- Arabis nordmanniana (Rupr.) Rupr.
- Arabis nova Vill.
- Arabis nuristanica Kitam.
- Arabis nuttallii (Kuntze) B.L.Rob.
- Arabis olympica Piper
- Arabis oregana Rollins
- Arabis ottonis-schulzii Bornm. & Gauba
- Arabis × palezieuxii Beauverd
- Arabis paniculata Franch.
- Arabis parvula Dufour ex DC.
- Arabis patens Sull.
- Arabis planisiliqua (Pers.) Rchb.
- Arabis pleurantha Phil.
- Arabis procurrens Waldst. & Kit.
- Arabis pterosperma Edgew.
- Arabis pubescens (Desf.) Poir.
- Arabis pumila Jacq.
- Arabis purpurea Sm.
- Arabis pycnocarpa M.Hopkins
- Arabis quinqueloba O.E.Schulz
- Arabis recta Vill.
- Arabis rimarum Rech.f.
- Arabis rosea DC.
- Arabis sagittata (Bertol.) DC.
- Arabis scabra All.
- Arabis scopoliana Boiss.
- Arabis serpillifolia Vill.
- Arabis serrata Franch. & Sav.
- Arabis soyeri Reut. & A.Huet
- Arabis stelleri DC.
- Arabis stellulata Desv. & Berthel.
- Arabis stenocarpa Boiss. & Reut.
- Arabis steveniana Rupr.
- Arabis subflava B.M.G.Jones
- Arabis tanakana Makino
- Arabis tianschanica Pavlov
- Arabis tunetana Murb.
- Arabis verdieri Quézel
- Arabis verna (L.) W.T.Aiton
- Arabis watsonii (P.H.Davis) F.K.Mey.